# Hilf dir selbst, so hilft dir Gott
Hilf dir selbst, so hilft dir Gott ist eine sprichwörtliche Aufforderung, die Initiative in die eigene Hand zu nehmen und keinem anderen zu überlassen. Sie warnt davor, sich bei der Bewältigung des Lebens zu sehr auf Götter, höhere Mächte oder andere Menschen zu verlassen.
Ursprünge dieser Vorstellung finden sich bereits in der antiken Wendung Σὺν Ἀθηνᾷ καὶ χεῖρα κίνει (Syn Athena kai cheira kinei. „Mit Athena und bewege deine Hände!“), die neben dem Gebet in der Not zum Rühren der eigenen Hände auffordert.
Deutlich macht dies der Fabeldichter Äsop (um 600 v. Chr.) etwa in der Fabel „Der Ochsentreiber und Herkules“, als der im Morast steckengebliebene Ochsentreiber nichts tut, als allein die Götter um Hilfe anzuflehen, woraufhin ihm Herkules schließlich mit den Worten erscheint: „Lege die Hände an die Räder und treibe mit der Peitsche dein Gespann an, zu den Göttern flehe jedoch erst dann, wenn du selbst etwas getan hast; sonst wirst du sie vergeblich anrufen.“
Diese Vorstellung klingt an in der bei den römischen Autoren Terenz (185/195–159 v. Chr.) und Cicero (106–43 v. Chr.) überlieferten lateinischen Sentenz Fortes fortuna adiuvat („Den Mutigen steht Fortuna hilfreich bei.“)
Das Neue Testament thematisiert diese Vorstellung in einer eigentümlichen Ausformung. In der Überlieferung der Versuchung Jesu in der Wüste (Mt 4,1-11 ) tritt der Teufel dem wegen des Fastens hungernden Jesus mit dem Ansinnen entgegen, er möge sich doch selbst helfen, indem er aus Steinen Brot mache. Als Sohn Gottes stehe ihm diese Möglichkeit einer so gearteten Selbsthilfe offen, und Gott werde ihm ebenso wie bei der zweiten Versuchung der Unverletzbarkeit Hilfe garantieren. Jesus weist diese Verbindung von Selbst- und Gotteshilfe hier am Beginn seines irdischen Wirkens zurück ebenso wie an seinem Ende am Kreuz, wo das Gespött der Menge und der Hierarchen in der Sentenz kulminiert: „Anderen hat er geholfen, sich selbst kann er nicht helfen.“ ((Mk 15,31 ) parr) Obwohl das Sprichwort „Hilf dir selbst, so hilft dir Gott“ in der Bibel nicht auftaucht, wird es laut einer Umfrage des Meinungsforschers George Barna von 82 Prozent der Bevölkerung der USA irrtümlicherweise für ein Zitat dieser gehalten. Der Psychologe Chuck Borsellino erklärt die weite Verbreitung dieser Fehlannahme in den USA dadurch, dass das Sprichwort als dem American Way of Life entsprechend angesehen werde.
In der islamischen Überlieferung äußert der Prophet auf die Frage des Zusammenhangs von Gottvertrauen und eigenem Handeln: „Soll ich mein Kamel anbinden und vertrauen oder nicht anbinden und vertrauen?“ mit „Binde es an und vertraue (auf Allah)!“
Im Deutschen findet die Wendung erstmals bei dem Barockdichter Justus Georg Schottelius (1612–1676) Gestalt: „Mensch, hilf dir selbst, so hilfet Gott mit.“
Mit Schillers Wendung bei Wilhelm Tell „Dem Mutigen hilft Gott“ fordert Gertrud Stauffacher ihren Gatten Werner zum Widerstand gegen die Tyrannei der Reichsvögte auf.
Gottfried Keller (1819–1890) bringt im Fähnlein der sieben Aufrechten mit der Anrede des Fähndrich die Anschauung seiner Schweizer reformierten Eidgenossen in eher humoriger Weise auf einen ironischen Nenner: „… sooft das Vaterland in Gefahr ist, fangen sie ganz sachte an, an Gott zu glauben; erst jeder leis für sich, dann immer lauter, bis sich einer dem andern verrät und sie dann zusammen eine wunderliche Theologie treiben, deren erster und einziger Hauptsatz lautet: Hilf dir selbst, so hilft dir Gott!.“
Die Wendung ist in zahlreichen Sprachen etabliert, so nannte sich eine 1824 gegründete Gesellschaft des gesetzlichen Widerstands nach dem Regierungsantritt Karls X. in Frankreich zum Schutz der Verfassung gegen absolutistische Bestrebungen Aide-toi, le ciel t’aidera (franz., „Hilf dir selbst, so hilft dir der Himmel“).
Ein russisches Sprichwort lautet demgemäß „На бога надейся, а сам не плошай.“ („Na bóga nádejsja, a sam ne plosháj“. „Vertraue auf Gott, aber auf dich selbst [zu vertrauen] ist auch nicht schlechter“).
Gegenwärtig zeigt sich eine Tendenz zu einer konsequent und buchstäblich ins Atheistische gewendeten Variante der Wendung etwa in Buchtiteln wie Hilf Dir selbst, sonst tut es keiner, Hilf dir selbst, sonst hilft dir keiner: Die Kunst, glücklich zu leben oder Krebs – Hilf Dir selbst, sonst hilft Dir keiner (2001).